# AWA-Hochhaus

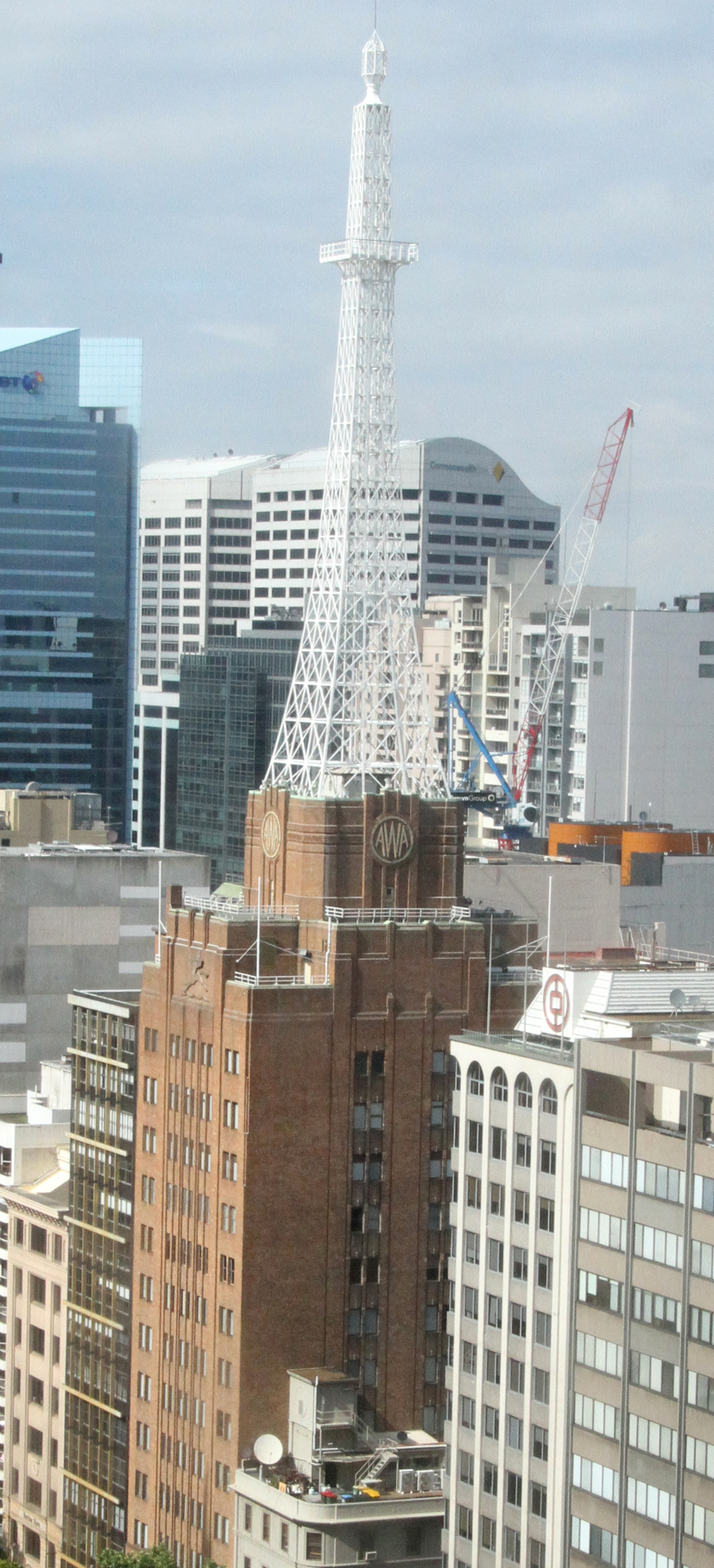
AWA-Hochhaus

Das AWA-Hochhaus ist ein Büro- und Fernmeldekomplex in Sydney, Australien. Das AWA-Hochhaus besteht aus einem 15-stöckigen Gebäude, auf dessen Dach ein in Stahlfachwerkbauweise ausgeführter Sendeturm steht. Die Gesamthöhe des Bauwerks beträgt 111 Meter, wovon das Gebäude 55 Meter ausmacht.

## Geschichte
Das im Art-déco-Stil gestaltete AWA-Hochhaus wurde von den Architekten Morrow und Gordon entworfen und zwischen 1937 und 1939 errichtet. Es blieb bis in die 1960er Jahre das höchste Bauwerk von Sydney.